# Pousada de D. Dinis
A Pousada de D. Dinis situa-se em Vila Nova de Cerveira tendo sido instalada no antigo burgo medieval fortificado.
Integrava a rede Pousadas de Portugal com a classificação de Pousada Histórica.

## História do edifício
No interior do pequeno burgo fortificado no século XIII por D. Dinis, foram efectuadas as obras de adaptação a Pousada sob projecto do arquitecto Alcino Soutinho. As obras foram iniciadas nos anos 70, sendo a Pousada inaugurada em 1982.
Esta pousada tinha características únicas pois os quartos, bem como as salas de estar ou o restaurante, encontravam-se dispersos pelo recinto amuralhado, devendo o hóspede atravessar os espaços ao ar livre, abertos ao público, para aceder às diferentes áreas.
O restaurante destacava-se pela sua dimensão e localização numa cota superior às restantes construções constituindo a única intervenção de linhas modernas efectuada no espaço.

## A Pousada
A recepção situava-se no exterior da muralha num edificio antigo junto à rampa de acesso à muralha.
No antigo edifício dos Paços do Concelho, ao lado da Igreja da Misericórdia e frente ao pelourinho, situavam-se várias áreas comuns, nomeadamente o bar e as salas de estar e de jogos.
Os 29 quartos localizavam-se em blocos independentes, alguns com pequenos pátios.
Do restaurante e das muralhas era possível avistar o rio Minho.
A pousada foi fechada em 2008 pelo concessionário, o Grupo Pestana Pousadas, a pretexto da realização de obras no edifício. Em 2011 um grupo alemão chegou a manifestar interesse em investir na antiga pousada, mas acabou por desistir, já no início de 2012, depois de sucessivos atrasos numa resposta por parte da DGTF. A intenção dos investidores alemã apresentada em Setembro de 2011 à autarquia passava pela exploração da unidade hoteleira da antiga Pousada e ainda de parte do antigo bar. No entanto, a DGTF não se pronunciou, mesmo após a insistência do grupo para o agendamento de uma reunião. O impasse acabou por afastar os investidores, protestou na altura o presidente da câmara.
Em 2012, a Câmara de Vila Nova de Cerveira que desafiou a população do concelho a decidir sobre o destino para o castelo da vila.
As três opções apresentadas pela autarquia para o futuro da antiga pousada foram:
- Acolhimento de actividades “a promover por entidades públicas ou privadas que permitam a dinamização sócio-económico do espaço”, integrado no centro histórico da "vila das Artes",

- Exclusiva instalação de serviços municipais ligados à Cultura e Turismo no imóvel

- Instalação de uma unidade de alojamento turístico e outros serviços de hotelaria e restauração, como aconteceu até 2008.[4]